# ناحیه کوشانیان
ناحیهٔ کوشانیان (قبل از ۲۰۱۸ ناحیه باختر نامیده می‌شد، به تاجیکی: Ноҳияи Бохтар) یکی از ناحیه‌های ولایت (شهرستان‌های استان) ختلان تاجیکستان است.
این ناحیه در جنوب تاجیکستان و در ۱۵ کیلومتری جنوب شرق قرغان‌تپه جای دارد.

## جایگاه
ناحیهٔ باختر با سرزمینی ۱٬۱۰۱٫۴ کیلومتر مربع در درهٔ رود وخش جای دارد. در شمال با ناحیهٔ جامی، در شرق با ناحیهٔ سربند و ناحیهٔ وخش، در غرب با ناحیهٔ خراسان و در جنوب با ناحیهٔ رومی از ناحیه‌های ولایت ختلان هم‌مرز است.
مردم باختر به زبان فارسی تاجیکی سخن می‌گویند. بر پایهٔ آمار سال ۲۰۰۸ ناحیهٔ باختر ۱۷۳٬۴۳۹ تن جمعیت داشت.

## حکومت
فرماندار باختر از سوی رئیس‌جمهوری تاجیکستان تعیین می‌شود. نهاد قانونگذار ناحیهٔ باختر مجلس نمایندگان خلقی می‌باشد که آن را رأی‌دهندگان ناحیهٔ باختر برای ۵ سال انتخاب می‌کنند.

## تاریخ
این ناحیه در تاریخ ۷ ژانویهٔ سال ۱۹۴۴ با نام ناحیهٔ آکتیابر (اکتبر) در بخشی از ولایت قرغان‌تپه در جمهوری شوروی سوسیالیستی تاجیکستان تأسیس شد و بعد در روز ۶ ژانویهٔ سال ۱۹۶۵ آن را ناحیهٔ کمونیستی (کامانیستی) نامیدند. در آغاز دههٔ ۱۹۹۰ این ناحیه با یاد پادشاهی بلخ یا غرب باستان با قرار شورای عالی جمهوری شوروی سوسیالیستی تاجیکستان ناحیهٔ باختر نامیده شد.

## بخش‌بندی
بر اساس قانون تقسیمات کشوری، ناحیه باختر ۴ شهرک و ۶ جماعت (بخش) دارد:
| جماعت‌های ناحیه      |       |
| جماعت (بخش)         | جمعیت |
| شهرک اسماعیل سامانی | ۶۷۰۳  |
| شهرک آوانگارد       | ۵۶۳۰۸ |
| شهرک زرگر           | ۳۹۵۱۷ |
| شهرک محنت‌آباد       | ۲۵۹۵۵ |
| کالینین             | ۲۶۰۲۹ |
| نوبهار              | ۱۳۰۹۱ |
| باختریان            | ۳۳۱۸  |
| بستان‌قلعه           | ۲۵۱۸  |